# 桂盟
桂盟國際股份有限公司（英語：KMC (KUEI MENG) INTERNATIONAL INC.，櫃買中心：5306），是台灣一家鏈條製造商，創立於1977並於1989年正式創立桂盟國際股份有限公司。

## 概述
桂盟國際以「桂盟」（KMC）為其主要銷售品牌，由吳能明於1977年在台南縣創立，是當時全球最小的鏈條工廠。1986年開始與日本禧瑪諾技術合作，研發鏈條由五元件轉為無布斯（bush）四元件。
1990年研發設計自行車鏈條快扣接頭，同年桂盟集團自行車鏈條達到全球市場佔有率40%。該公司在台灣、中國大陸與越南等地設有製造工廠，並在荷蘭與美國設有分公司。其股票於2011年在中華民國證券櫃檯買賣中心上櫃。2021年，囊括全球鏈條市場80%以上的市佔率。

## 外部連結
- 桂盟國際股份有限公司 （页面存档备份，存于）
- 桂盟自行車鏈條 （页面存档备份，存于）
- 桂盟Facebook

1. ↑  . 工商時報. 2021-04-04  [2021-06-04]. （原始内容存档于2021-06-04） （中文（臺灣））.